# Mario Álvarez (futbolista)
Mario Andrés Álvarez García (Cardona, 9 de octubre de 1981) es un exfutbolista uruguayo. Jugaba como centrocampista defensivo y su último club fue Cerrito de la Segunda División de Uruguay.

### Peñarol
Luego de sus buenas actuaciones en Wanderers, Peñarol se hace con sus servicios en 2007, club del cual es hincha. En el club permaneció hasta 2008, donde disputó 18 partidos y ganó el Torneo Clausura, título que lo llevaría a disputar las finales por el Campeonato Uruguayo frente a Defensor Sporting, equipo que finalmente se terminaría consagrando campeón.

### Indios de México
En 2008, Mario fue transferido a Indios, equipo recién ascendido a la Primera División de México. En el primer partido oficial con Indios, contra Necaxa, fue titular, pero a los 13 segundos se lesionó gravemente y no jugó más en México. Esa incidencia le cambió la vida y fue, de cierta forma, lo que le apresuró su retiro del fútbol. 

### Retiro inesperado
Mario Álvarez, a finales del año 2011 tuvo que abandonar el fútbol profesional a consecuencia de las numerosas lesiones sufridas, retirándose muy joven.

## Clubes
| Club            | País    | Año         |
| --------------- | ------- | ----------- |
| Danubio         | Uruguay | 2002 - 2004 |
| Basáñez         | Uruguay | 2005        |
| Wanderers       | Uruguay | 2006 - 2007 |
| Peñarol         | Uruguay | 2007 - 2008 |
| Indios          | México  | 2008 - 2009 |
| Racing (cedido) | Uruguay | 2009 - 2010 |
| Cerrito         | Uruguay | 2011        |

## Palmarés

### Campeonatos nacionales
| Título          | Club    | País    | Año  |
| --------------- | ------- | ------- | ---- |
| Torneo Clausura | Peñarol | Uruguay | 2008 |

- Datos: Q5660326